# Magični realizam
Magični realizam, ili magijski realizam, je književno-umjetnički smjer u kojem se elementi fantastike isprepliću sa stvarnošću, poistovjećujući se na taj način s njom i tvoreći skladnu cjelinu zasnovanu na objektivnom odnosu.
Termin magični realizam izvorno se koristio 1920-ih godina za školu slikara, no danas se najviše veže za prozu Jorgea Luisa Borgesa (Argentina), Gabriela Garcíe Márqueza (Kolumbija), zatim Güntera Grassa (Njemačka), i Johna Fowlesa (Engleska). U tu grupu od novijih pisaca spada i Isabel Allende (Čile). Veže se među ostalima i uz rad Franza Kafke, Mihaila Bulgakova i Salmana Rushdieja.

## Vanjske poveznice
- https://www.britannica.com/art/magic-realism